# 敬老優待乗車証
敬老優待乗車証（けいろうゆうたいじょうしゃしょう）とは北海道札幌市が発行している高齢者向け福祉乗車証である。

## 概要
高齢者の社会参加を促進する目的で交付されている乗車証である。1975年（昭和50年）札幌市電路面電車、札幌市営バス、ロープウェイを対象に制度がスタートした。翌年には札幌市営地下鉄、1977年（昭和53年）に北海道中央バス、国鉄バス（現・ジェイ・アール北海道バス）、じょうてつバス、1995年（平成7年）夕鉄バスに拡大した。2005年（平成17年）には利用上限額5万円とし一部利用者負担を導入、ロープウェイを対象外にしてばんけいバスを追加した。2009年（平成21年）には利用上限額7万円に引き上げ、2017年（平成29年）に磁気カードからICカードに移行した。

## 利用できる路線・区間

### 敬老ICカード
- 札幌市交通局（札幌市営地下鉄、札幌市電）
- 北海道中央バス
- ジェイ・アール北海道バス
- じょうてつバス（株式会社じょうてつ）

### 敬老乗車証（回数券）
- ばんけいバス（札幌ばんけい株式会社）
- 夕鉄バス（夕張鉄道株式会社）